# 春琴物語
『春琴物語』（しゅんきんものがたり）は、1954年に公開された伊藤大輔監督の日本映画。
谷崎潤一郎の小説『春琴抄』が原作。

## スタッフ
- 監督 - 伊藤大輔[1]
- 脚本 - 八尋不二[1]
- 原作 - 谷崎潤一郎  小説『春琴抄』[1]
- 撮影 - 山崎安一郎[1]
- 美術監督 - 伊藤憙朔[3]
- 美術 - 木村威夫[1]
- 音楽 - 伊福部昭[1]
- 録音 - 橋本国雄[1]
- 照明 - 安藤真之助[1]
- 編集 - 宮田味津三[4]

## キャスト
- 京マチ子 - 春琴[1]
- 間野聡子 - 春琴の少女時代[1]
- 石野千恵子 - 春琴の少女時代[1]
- 桜緋紗子 - 春琴の姉・みや[3]
- 進藤英太郎 - 鵙屋安左衛門[1]
- 滝花久子 - 春琴の母・鵙屋しげ[1][3]
- 花柳喜章 - 佐助[1]
- 宮嶋健一 - 加平[3]
- 浦辺粂子 - 佐助の母・つぎ[3]
- 青山杉作 - 春松検校[1]
- 杉村春子 - おえい[1]
- 船越英二 - 美濃屋利太郎[1]
- 千秋実 - 鵙屋の番頭・卓造[3]
- 入江洋祐 - 直吉[1]
- 飛田喜佐夫 - 金どん[1]
- 高品格 - 源吉[1]
- 白井玲子 - たね[1]
- 飯田弘子 - つゆ[1]
- 杉丘毬子 - ゆき[1]
- 河野秋武 - 手代・正太[3]
- 伏見和子[4]
- 南美江[4]
- 町田博子[5]
- 深澤清[4]
- 目黒幸子[4]
- 酒井清子[4]
- 明石百合子[4]
- 須藤恒子[4]
- 月島小夜子[4]
- 安藤洋子[4]
- 東山千栄子 - （ナレーション）[1]

## 受賞歴
- 1955年 第2回アジア太平洋映画祭 作品部門最高賞 - 『春琴物語』（伊藤大輔監督）[6]